# Billy Horner
William Horner, più conosciuto con il diminutivo Billy Horner (Cassop, 7 settembre 1942) è un allenatore di calcio ed ex calciatore inglese, di ruolo difensore.

## Caratteristiche tecniche
Era un difensore centrale.

## Carriera

### Giocatore
Tra il 1960 ed il 1969 gioca nel Middlesbrough: di nove stagioni di permanenza nel Boro, otto (tutte tranne la 1966-1967, conclusa con una promozione dalla terza alla seconda divisione inglese) sono nella seconda divisione inglese. Nell'arco di nove anni totalizza complessivamente 187 presenze ed 11 reti in partite di campionato con il club. Si trasferisce poi al Darlington, club di quarta divisione, con cui gioca sei campionati consecutivi da titolare, per un totale complessivo di 218 presenze e 5 reti in partite di campionato; nella stagione 1974-1975, la sua ultima da calciatore, è contemporaneamente anche allenatore del club, dove in 46 partite di campionato ottiene un bilancio di 13 vittorie, 23 pareggi e 10 sconfitte.

### Allenatore
Dopo la già citata esperienza da allenatore al Darlington, trascorre la stagione 1975-1976 come vice dell'Hartlepool Utd, altro club di quarta divisione. Viene riconfermato con il medesimo ruolo anche per la stagione 1976-1977, salvo poi nell'ottobre del 1976 venire promosso ad allenatore del club, incarico che ricopre ininterrottamente fino al marzo del 1983, quando viene esonerato: durante la sua permanenza in panchina il club è spesso nei bassifondi della Fourth Divisio, e viene rieletto per tre volte nella Football League. In altre stagioni, tra cui ad esempio la 1980-1981, si ritrova invece anche a lottare per la promozione ed a chiudere il campionato nella parte alta della classifica. Nel gennaio del 1984 torna sulla panchina dell'Harlepool United, rimanendo in carica fino al novembre del 1986: questa seconda parentesi è più positiva della precedente (conquista anche un settimo posto in classifica nella Fourth Division 1985-1986), ma si conclude comunque con un esonero. Nell'arco dei suoi due periodi alla guida dell'Hartlepool United ha ottenuto complessivamente 125 vittorie, 178 pareggi e 98 sconfitte in 401 partite di campionato allenate, tutte in quarta divisione.